# Жигулин, Андрей Николаевич
Андрей Николаевич Жигулин (1 февраля 1960, Иркутск) — российский игрок в хоккей с мячом, полузащитник, тренер, судья; мастер спорта СССР (1984) по хоккею с мячом.

## Биография
Воспитанник иркутской хоккейной школы, первые тренеры А. Вохмянин, В. М. Велединский. Выступал за команды «Локомотив» (Иркутск) (1977—1980), «Локомотив» (Оренбург) (1980—1982), «Строитель» Сыктывкар (1982—1984), «Вымпел» Калининград (1984—1985), «Фили» (Москва) (1985—1986), «Уллевол» Норвегия (1989—1997). В высшей лиге чемпионатов СССР провел 89 матчей, забил 6 мячей («Локомотив» Иркутск — 42, 1; Строитель Сыктывкар — 26, 5; «Вымпел» — 21). В розыгрышах Кубка СССР — 15 матчей, 2 мяча («Строитель» — 9, «Вымпел» — 6, 2). В чемпионатах Норвегии — 157 матчей, 95 мячей. Бронзовый призёр чемпионата Норвегии (1995). Работал тренером женской команды «Серп и Молот» Москва — неоднократного чемпиона страны, женской сборной СССР (1986—1989), главным тренером женской сборной Норвегии (1994—1996). Судья международной категории (2000). С 1997 года обслуживал матчи чемпионата Норвегии.

## Статистика выступлений в высшей лиге чемпионатов страны
| Сезон | Клуб                    | Игры | Мячи |
| ----- | ----------------------- | ---- | ---- |
| 1978  | «Локомотив» (Иркутск)   | 4    | -    |
| 1979  | «Локомотив» (Иркутск)   | 19   | 1    |
| 1980  | «Локомотив» (Иркутск)   | 19   | -    |
| 1984  | «Строитель» (Сыктывкар) | 26   | 5    |
| 1985  | "Вымпел" (Калининград)  | 21   | -    |
|       | Всего                   | 89   | 6    |

## Статистика выступлений в розыгрышах Кубка страны
| Сезон | Клуб                    | Игры | Мячи |
| ----- | ----------------------- | ---- | ---- |
| 1984  | «Строитель» (Сыктывкар) | 9    | -    |
| 1985  | "Вымпел" (Калининград)  | 6    | 2    |
|       | Всего                   | 15   | 2    |